# Les Cinq Pépins d'orange
 (avril 2025).
Les Cinq Pépins d'orange, aussi traduite L’Aventure des cinq pépins d’orange, (The Five Orange Pips en version originale), est l'une des cinquante-six nouvelles d'Arthur Conan Doyle mettant en scène le détective Sherlock Holmes. Elle est parue pour la première fois dans la revue britannique The Strand Magazine en novembre 1891, avant d'être regroupée avec d'autres nouvelles dans le recueil Les Aventures de Sherlock Holmes (The Adventures of Sherlock Holmes).

## Résumé
En septembre 1887, John Openshaw se rend au domicile de Sherlock Holmes afin de lui exposer les faits étranges entourant la mort de son oncle Elias et de son père Joseph. Son récit commence avec son oncle, Elias Openshaw, un ancien planteur en Floride devenu colonel dans l'armée confédérée, Elias était revenu en Angleterre vers 1869-1870 à cause de son « aversion pour les nègres » et de la politique républicaine à leur égard. Il acheta un domaine près de Horsham dans le Sussex. Devenu reclus, il avait néanmoins accueilli son neveu John à l'âge de 8 ans, lui donnant libre accès à toute la propriété à l'exception d'une pièce toujours verrouillée et faisant de lui son représentant auprès des domestiques.
Le 10 mars 1883, un événement bouleverse cette existence paisible : Elias reçoit une lettre de Pondichéry portant l'inscription "K.K.K." et contenant cinq pépins d'orange. La réaction d'Elias est immédiate et violente. Il brûle précipitamment le contenu d'une boîte marquée "K.K.K." extraite de la pièce secrète, rédige un testament en faveur de son frère Joseph, puis sombre dans une spirale autodestructrice, alternant entre alcool et paranoïa et refusant de sortir à l'exception de sorties bravaches durant lesquels il hurlait en agitant un pistolet que personne ne lui faisait peur. Sept semaines plus tard, le 2 mai, son corps est retrouvé dans un bassin du jardin sans aucune trace de violence.
La malédiction ne s'arrête pas là. Joseph, le père de John, hérite du domaine et reçoit à son tour, le 4 janvier 1885, une lettre similaire postée de Dundee, exigeant le dépôt de "documents" sur le cadran solaire du jardin et contenant aussi cinq pépins d'orange. Ignorant les supplications de son fils, il refuse d'alerter la police. Deux jours plus tard, alors qu'il rend visite à un ami, le commandant Forebody, loin de leur maison, John est appelé par le commandant car on a retrouvé le corps de Joseph qui serait tombé dans une des profondes carrières de craies.
Lorsque John, dernier des Openshaw, reçoit à son tour une lettre de Londres avec la même terrible exigence, Holmes comprend immédiatement la gravité de la situation. Grâce à un morceau de page rescapée du journal d'Elias datée de mars 1869, mentionnant l'envoi de pépins à trois hommes dont deux furent ont disparu et fut visité, Holmes comprend que les lettres proviennent du Ku Klux Klan, organisation terroriste du Sud des États-Unis, active pendant la Reconstruction. Elias, probablement membre repenti, avait fui en Angleterre avec des documents compromettants, déclenchant une impitoyable chasse à l'homme. Holmes conseille à John d'expliquer dans une lettre que son oncle a brûlé les papiers et d'y mettre les papiers restants puis de poser la boîte sur le cadran solaire afin de sauver sa vie le temps que Sherlock Holmes découvre les assassins. Malheureusement, John a rendu visite à Sherlock Holmes trop tard et il est retrouvé noyé dans la Tamise près du Waterloo Bridge à Londres alors qu'il se rendait à la gare pour appliquer les conseils de Holmes.
Holmes qui veut venger John Oppenshaw mène alors l'enquête. Il découvre que les lettres ont été envoyées depuis un navire américain, le Lone Star, seul bâtiment présent dans les trois ports aux dates d'envoi des lettres fatales dont le nom évoque le Texas, un État confédéré. Dans un dernier acte de vengeance, Holmes envoie cinq pépins d'orange au capitaine du Lone Star et alerte la police de Savannah. Le destin, cependant, se charge de la justice finale : le navire disparaît corps et biens dans une tempête, ne laissant qu'un fragment de poupe marqué « L.S. » flottant sur l'Atlantique.

## Analyse
Avec La Figure jaune et Les Hommes dansants, cette nouvelle narre un des rares échecs de Sherlock Holmes, qui se montre ici incapable de protéger son client. De plus, les responsables des meurtres ne sont pas arrêtés, malgré l'élucidation du mystère. Ils seront néanmoins punis par le destin.

## Livre audio en français
- Arthur Conan Doyle, Les 5 pépins d'orange [« The Five Orange Pips »], Paris, La Compagnie du savoir, coll. « Les enquêtes de Sherlock Holmes », 2011 (EAN 3760002133959, BNF 42478161)Narrateur : Cyril Deguillen ; support : 1 disque compact audio ; durée : 50 min environ ; référence éditeur : La Compagnie du Savoir CDS065. Le nom du traducteur n'est pas indiqué. Le titre du livre audio est tel que retenu par le dépôt légal à la BnF.

## Adaptations
La nouvelle est adaptée au cinéma par Roy William Neill en 1945, sous le titre La Maison de la peur, avec Basil Rathbone dans le rôle de Holmes.
Dans l'épisode hors-série de la série Sherlock, intitulé L'Effroyable Mariée, Sir Eustace Carmichael, reçoit une lettre de menaces sous la forme d'une enveloppe contenant cinq pépins d'orange.
Dans l'épisode 2 de la saison 3 de la série Elementary, Cinq Petites Perles orange (ou The five orange pipz en version originale), les cinq pépins d'orange annonciateurs de mort sont remplacés par des perles en plastique toxique de couleur orange appelées pipz (terme anglais signifiant pépins).